# Зоран Лазаревић (кошаркаш)
Зоран Лазаревић (рођен 1947.) бивши је југословенски и српски кошаркаш.

## Каријера
Лазаревић је играо за Пирот у периоду од 1965. до 1968. године у време када је за исти клуб играо и Светислав Пешић.
За Црвену звезду у Првој лиги Југославије играо је у периоду од 1968. до 1975. године, а са њим су играли Зоран Славнић, Драган Капичић, Љубодраг Симоновић, Драгиша Вучинић, Горан Ракочевић и други. Са Црвеном звездом освојио је Куп Рајмунда Сапорте 1974. године, два пута титулу Прве лиге Југославије и три пута Куп Југославије.

## Достигнућа у каријери
- Куп Рајмунда Сапорте победник: 1 (Са Црвеном звездом: 1973/74.)
- Прва лига Југославије победник: 2 (Са Црвеном звездом 1968/69 и 1971/72.)
- Куп Југославије победник : 3 (са Црвеном звездом: 1970/71, 1972/73 и 1974/75.)